# 915 Cosette
915 Cosette
915 Cosette là một tiểu hành tinh kiểu S trong nhóm Flora của Vành đai chính. Chu kỳ quay là 4.445 giờ Lưu trữ ngày 14 tháng 6 năm 2006 tại Wayback Machine.